# III. Theobald, Blois grófja
III. Theobald (kb. 1012 – 1089. szeptember 30.) volt 1037 és 1089 között Blois, Chartres, Châteaudun és Sancerre grófja. Bátyja, István örökölte Troyes és Meaux grófságokat, de 1066 után ezek a birtokok is Theobaldra szálltak.

## Élete
Apja II. Odó, Blois grófja, anyja Auvergne-i Ermengarde, IV. Vilmos, Auvergne grófja és Humberge de Brioude lánya Apja megosztotta birtokai két fia között és Theobald örökölte Blois, Chartres, Châteaudun és Sancerre grófságokat. Valamikor 1037 után elvesztette Beauvais-t.
1044-ben összeesküvést szőtt I. Henrik francia király király ellen. Az összeesküvést kitudódott és az 1044-ben Tours közelében vívott nouy-i csata során vereséget szenvedett. Riválisa, II. Gottfried, Anjou grófja foglyul ejtette a csata során és csak úgy nyerte vissza szabadságát, hogy Tours városát és Touraine grófságot átadta neki. Mivel I. Henriknek nem tett hűbéri esküt, a király formálisan is megfosztotta Touraine-től és az Anjouknak adta.
Mivel a nyugati területeken az Anjouk miatt már nem tudta kiterjeszteni fennhatóságát, ezért kelet felé folytatta hódításait. 1047-ben meghalt bátyja, István, és kiskorú örököse, Odó helyett Theobald, mint régens, uralkodott a grófságban. A királyi udvarban lassanként visszanyerte befolyását, ismét megkapta a palotagrófi címet (amit előtte apja viselt). 1066-ban elérte, hogy Odó helyett (aki csatlakozott Vilmos normandiai herceg angliai hadjáratához) kinevezzék Troyes és Meaux grófjává (mint I. Theobald, Champagne grófja).

## Családja
Első felesége Maine-i Gersende (? - 1025/1035), I. Heribert, Maine grófjának lánya, akit 1048-ban eltaszított magától.
Második felesége feltehetően Gundrada (? - kb. 1055/1060), aki nem sokkal fiuk születése után meghalt.
Harmadik felesége (1061 előtt) Valois Adéla (? - 1093/1100), IV. Raoul, Vexin grófjának lánya.
Theobald és második felesége házasságából egy gyerek ismert:
- István vagy Henrik (? - 1102. május 19., Ramleh),[7][11] 1074. körül apja társuralkodója Blois, Chartres és Chateaudun grófságokban, 1089-től örököse István néven.

Theobald és harmadik felesége házasságából három gyermek ismert:
- Odó (? - 1093),[12][13] apja halála után Champagne-t és Troyes-t örökölte, mint V. Odó troyes-i gróf. Utód nélkül halt meg.
- Fülöp (? - 1100),[14][15] Chalons-sur-Marne püspöke.
- Hugó (? - 1126. június 14., Palesztina),[12][14][15] bátyja halála után I. Hugó néven Champagne grófja. A Szentföldön vívott csatában esett el.